# Черёмушкин, Анатолий Матвеевич
Анатолий Матвеевич Черёмушкин (4 июня 1936 — 7 декабря 2016) — советский футболист, нападающий. Мастер спорта СССР (1958).

## Биография
Начинал играть на взрослом уровне в резервных составах московских «Локомотива» и ЦДСА. В 1955 году дебютировал в соревнованиях мастеров класса «Б» в составе команды города Калининграда. В 1957—1959 годах выступал за СКВО (Свердловск), в его составе в 1958 году стал победителем зонального турнира класса «Б».
В 1960 году перешёл в «Кайрат» вместе с группой игроков из Свердловска — Гелием Шершевским, Германом Неверовым и Владимиром Скулкиным. Дебютировал в основном составе в первом матче «Кайрата» в классе «А» — 10 апреля 1960 года против ленинградского «Адмиралтейца». Провёл в команде два с половиной сезона, сыграв за это время 57 матчей в высшей лиге.
В конце карьеры выступал за «Волгу» (Калинин), «Днепр» (Днепропетровск) и «СиМ» (Москва).
Работал в НПО им. Хруничева. Умер 7 декабря 2016 года.